# Yu-Gi-Oh! Dungeondice Monsters
Yu-Gi-Oh! Dungeondice Monsters (遊☆戯☆王ダンジョンダイスモンスターズ, en version originale japonaise) est un jeu vidéo de type tactical RPG développé et édité par Konami, sorti à partir de 2001 sur Game Boy Advance. Il s'agit du premier jeu de la licence Yu-Gi-Oh! sur cette console et était disponible au lancement de celle-ci au Japon. Il reprend le principe du jeu de plateau Dungeondice Monsters de la deuxième série d'anime et du manga.

## Accueil
- Jeuxvideo.com : 13/20[3]